# Philodromus victor
Philodromus victor este o specie de păianjeni din genul Philodromus, familia Philodromidae, descrisă de Lessert, 1943.
Este endemică în Congo. Conform Catalogue of Life specia Philodromus victor nu are subspecii cunoscute.